# Dera Murad Jamali
Dera Murad Jamali (Urdu: ڈیرہ مراد جمالی ) é uma cidade do Paquistão, capital do distrito de Nasirabad, província de Baluchistão.